# Almir Soto
Almir de Jesús Soto Maldonado (Barranquilla, Colombia, 17 de julio de 1994) es un futbolista colombiano. Con una altura de 1,80 metros y un peso de 70 kilogramos, se desempeña principalmente como centrocampista central, aunque también ha jugado como pivote y lateral derecho [cita requerida]
Su anterior temporada la hizo para el Deportivo La Guaira de la Primera División de Venezuela, Juega como mediocampista o volante y su equipo actual es el San Antonio FC de la USL Championship.[cita requerida]
Soto inició su carrera profesional en Independiente Santa Fe, donde fue promovido al primer equipo por el entrenador Gustavo Costas. Durante su tiempo en Santa Fe, formó parte del plantel que conquistó la Copa Sudamericana en 2015 y la Superliga de Colombia en 2017. Wikipedia, la enciclopedia libre ref>Información periodistica</ref[cita requerida]
Posteriormente, tuvo pasos por varios clubes, incluyendo Nueva Chicago en Argentina, Patriotas Boyacá y Deportivo Pasto en Colombia. En Deportivo Pasto, durante la temporada 2021/2022, disputó 11 partidos y anotó un gol.En julio de 2022, se unió al Zebbug Rangers de Malta .  A partir del 1 de enero de 2024, fichó por el Deportivo La Guaira de la Primera División de Venezuela.[cita requerida]
A lo largo de su carrera, Soto ha demostrado versatilidad en el campo, desempeñándose en diversas posiciones del mediocampo y la defensa. Su experiencia internacional abarca ligas en Colombia, Argentina, Malta y Venezuela, reflejando su capacidad de adaptación a diferentes estilos de juego.[cita requerida]

## Trayectoria

### Inicios
Nacido en Barranquilla, Almir llegó a la ciudad de Bogotá, para jugar en las inferiores de Independiente Santa Fe. En las inferiores del conjunto cardenal, tuvo buenos partidos destacando en varios de ellos, lo que le ayudó a que el profesor argentino Gustavo Costas, lo ascendió a la nómina profesional. Este Barranquillero talentoso en el deporte, ha obtenido muchos títulos en su paso por los equipos de los cuales ha formado parte.[cita requerida]

### Independiente Santa Fe
Tras una convocatoria del técnico argentino, el barranquillero debutó como profesional en el primer semestre del 2015 por un partido válido por la Primera División de Colombia contra Rionegro Águilas, que por ese entonces se llamaba Águilas Pereira.[cita requerida]
Tras un buen debut, en el segundo semestre con la salida de Costas y la llegada del técnico uruguayo Gerardo Pelusso, Almir se volvió un jugador más importante, teniendo muchas más participaciones, jugando en varias posiciones. Además, en el segundo semestre, hizo su primer gol como profesional, tras anotarle de tiro libre al Atlético Nacional, en el Estadio Nemesio Camacho El Campín. [cita requerida]
En el mes de diciembre, Almir finalizó su primer año como profesional de gran manera, ya que hizo parte de la nómina campeona de Santa Fe que ganó la Copa Sudamericana, consiguiendo así su primer título como profesional. En el 2015, el volante y lateral nacido en la ciudad de Barranquilla,  jugó 20 partidos, y anotó 2 goles, teniendo muy buenos partidos. [cita requerida]
En el 2016, Almir siguió siendo un jugador importante hasta el mes de marzo cuando Gerardo Pelusso se va de Santa Fe, y llega el colombiano Alexis García. Con el profesor García, Soto pierde protagonismo en la nómina titular, por lo que se va a préstamo al club Fortaleza CEIF, también de Bogotá.[cita requerida]

### Fortaleza
A mitad del año 2016, Almir Soto se va de Independiente Santa Fe, para jugar a préstamo a Fortaleza CEIF, para tener más minutos. En el cuadro "atezado", Almir vuelve a ser titular durante un tiempo, y tiene buenos partidos.[cita requerida]

## Estadísticas
| Santa Fe · Colombia | 1.ª           | 2015          | 13 | 2 | 3 | 0 | 5 | 0 | 21 | 2 | 0,09 |
| Santa Fe · Colombia | 1.ª           | 2016          | 6  | 1 | 0 | 0 | 2 | 0 | 10 | 1 | 0,0  |
| Santa Fe · Colombia | Total club    | Total club    | 19 | 3 | 3 | 0 | 7 | 0 | 31 | 3 | 0,09 |
| Fortaleza CEIF · Colombia | 1.ª           | 2016          | 15 | 2 | 0 | 0 | - | - | 15 | 2 | 0,13 |
| Fortaleza CEIF · Colombia | Total club    | Total club    | 15 | 2 | 0 | 0 | 0 | 0 | 15 | 2 | 0,13 |
| Santa Fe · Colombia | 1.ª           | 2017          | 6  | 0 | 2 | 0 | 0 | 0 | 8  | 0 | 0,0  |
| Santa Fe · Colombia | 1.ª           | 2018          | 7  | 1 | 0 | 0 | 2 | 0 | 12 | 1 | 0,0  |
| Santa Fe · Colombia | Total club    | Total club    | 13 | 1 | 2 | 0 | 2 | 0 | 20 | 1 | 0,09 |
| Total carrera | Total carrera | Total carrera | 47 | 6 | 5 | 0 | 9 | 0 | 66 | 6 | 0,13 |
| (1) Incluye datos de la Copa Colombia ;Superliga de Colombia . (2) Incluye datos de Copa Sudamericana / Copa Libertadores. (3) No incluye goles en partidos amistosos. |               |               |    |   |   |   |   |   |    |   |      |

## Palmarés

### Copas nacionales
| Título                | Club     | País     | Año  |
| --------------------- | -------- | -------- | ---- |
| Superliga de Colombia | Santa Fe | Colombia | 2017 |

### Copas internacionales
| Título            | Club     | País     | Año  |
| ----------------- | -------- | -------- | ---- |
| Copa Sudamericana | Santa Fe | Colombia | 2015 |